# De Lenco's
De Lenco's was een semiprofessionele muziekgroep/combo dat in de jaren tachtig succes had met name in Leiderdorp en omstreken.
De band bestond uit schoolgenoten, onderhoudsmonteur Nico de Jong achter het drumstel en magazijnbediende Rinus Wesselink achter het orgel en accordeon; beiden zongen. Na een aantal jaren proefdraaien werden ze ontdekt door een muziekproducent (Johnny Belenco) en later door Joost den Draaijer en kwam er zowaar een hitje Esmeralda (1979). Dat jaar werd er achter de artiesten aan gezeten voor televisieoptredens, radio-optredens, studio-opnamen en promotiefilmpjes; ze hadden er al snel genoeg van. Tegen landelijke optredens zagen ze op, altijd maar onderweg en en zagen een toekomstig “hoogmoed komt voor de val”.
Er kwam een reeks singles van De Lenco's uit op CNR Records en Telstar maar geen daarvan wist nog een hitnotering te bemachtigen. Wel bracht de single Het grote brandweerlied hun tot in Op volle toeren en een verkoop van 12.000 stuks. Er kwam een langspeelplaat met louter liedjes over de brandweer met nummers als Oefenen en trainen, Brandweer te water en Het rampenplan. Voorts schreven ze het clublied van RCL (de broer van Nico was daar actief). 
In 1985 vierden ze hun 12,5 jarig bestaan. De artiestennaam is niet afkomstig van de Lenco-draaitafels, maar van echtgenoten Lenie (Wesselink-van der Zwan) en Corry (de Jong-Kagenaar).
In maart 1989 viel De Lenco’s stil vanwege het overlijden van Nicolaas de Jong; hij werd slechts 41 jaar. E.H. (Rinus) Wesselink kwam in juli 2025 te overlijden. Hij maakte nog mee dat Esmeralda werd gecoverd door volkszanger Justen de Wildt.